# Tarutino (Oblast' di Kaluga)
Tarutino è un centro abitato della Russia.